# Jacques Bral
Pour les articles homonymes, voir Bral.
Ne doit pas être confondu avec Jacques Brel ou Jacques Borel.
Jacques Bral, né le 21 septembre 1948 à Téhéran en Iran et mort le 17 janvier 2021 à Paris, est un scénariste, réalisateur, monteur et producteur de cinéma français, également artiste peintre et plasticien.

## Biographie
Après une scolarité au lycée Alborz de Téhéran, Jacques Bral quitte l'Iran pour s'installer en France en 1966 à l'âge de 18 ans. Entre 1966 et 1968, il étudie l'architecture aux Beaux-arts de Paris (atelier Louis Arretche), puis suit les cours de l'Institut de formation cinématographique (IFC). Il coréalise alors le court-métrage Quand tout le monde est parti avec Julien Lévi et Jean-Paul Leca puis réalise les deux longs-métrages M-88 (1970) et Frisou (1973) en 16 mm noir et blanc.
En 1975, il réalise Une baleine qui avait mal aux dents avec Francis Blanche et Bernadette Lafont.
En 1978, Jacques Bral fonde la société de production Les Films Noirs avec ses associés Jean-Paul Leca et Julien Lévi et tourne Extérieur, nuit, avec Christine Boisson, Gérard Lanvin et André Dussollier, récompensé entre autres par le prix Perspectives du cinéma français à Cannes et le Léopard de bronze à Locarno. Ce film a été remasterisé à l'occasion du festival Lumière 2009 à Lyon et fait l'objet d'une nouvelle sortie nationale en salle le 27 janvier 2010.
Il réalise ensuite Polar en 1984, adaptation du roman policier Morgue pleine de Jean-Patrick Manchette, avec Jean-François Balmer dans le rôle principal du détective parisien Eugène Tarpon et avec une apparition de son confrère Claude Chabrol.
En 1989, il produit Sans espoir de retour (Street of no return), dernier long métrage du cinéaste américain Samuel Fuller, réalisateur de Shock Corridor et Le Port de la drogue.
En 1993, il tourne Mauvais Garçon, fable poétique avec Delphine Forest et Bruno Wolkowitch.
Après plusieurs années consacrées à l'écriture de scénarios, Un printemps à Paris, avec Eddy Mitchell et Sagamore Stévenin, sort en 2006 et reçoit le grand prix du Police Paris/New-York Festival en 2007.
En 2012, Jacques Bral produit, tourne et distribue Le noir (te) vous va si bien, tragédie romantique à la croisée de deux cultures, avec Lounès Tazairt, Julien Baumgartner, Grégoire Leprince-Ringuet, Thierry Lhermitte et Sofiia Manousha.
Il développe en parallèle une œuvre de peintre et de plasticien.
Il meurt le 17 janvier 2021 dans le 18e arrondissement de Paris, à l'âge de 72 ans.

## Filmographie

### Réalisateur
- 1974 : Une baleine qui avait mal aux dents
- 1980 : Extérieur, nuit
- 1984 : Polar
- 1993 : Mauvais Garçon
- 2006 : Un printemps à Paris
- 2012 : Le noir (te) vous va si bien

### Acteur
- 1983 : Quelques hommes de bonne volonté (mini-série TV) réal. François Villiers
- 1995 : L'Embellie, téléfilm de Charlotte Silvera : le client de la brocante